# Colloniidae
Colloniidae is een familie van weekdieren uit de klasse van de Gastropoda (slakken).

## Taxonomie

### Onderfamilies
- Colloniinae Cossmann, 1917
- Liotipomatinae McLean, 2012
- Moelleriinae Hickman & McLean, 1990
- Petropomatinae Cox, 1960 †

### Geslachten
- Cirsochilus Cossmann, 1888
- Rangimata Marwick, 1928